# Site de restriction
Un site de restriction est une séquence particulière de nucléotides qui est reconnue par une enzyme de restriction comme un site de coupure dans la molécule d'ADN. Les sites sont généralement palindromiques, et une enzyme de restriction spécifique pourra couper entre deux nucléotides dans le site en question (enzyme de type II) ou en un autre endroit de la molécule (type I et type III).

Par exemple, l'enzyme de restriction reconnaît la séquence bamh1et coupe entre le G et le A sur le brin du dessus et celui du dessous, laissant ainsi à la fin une extrémité AATT. Ces extrémités peuvent être utilisées pour lier cette pièce à un autre brin d'ADN complémentaire grâce à l'ADN ligase.

## Utilisation
En médecine, la mutation ponctuelle de substitution intervenant dans le cas de la thrombophilie par mutation du facteur V modifie le site de restriction de l'enzyme MnlI. On peut utiliser cette particularité pour le dépistage de la mutation.